# Давид ди Донателло 1982
27-я церемония вручения наград премии «Давид ди Донателло» состоялась 19 июня 1982 года, в Театро Арджентина.

## Победители

### Лучший фильм
- Тальк, режиссёр Карло Вердоне
- Истории обыкновенного безумия, режиссёр Марко Феррери
- Маркиз дель Грилло, режиссёр Марио Моничелли

### Лучшая режиссура
- Марко Феррери — Истории обыкновенного безумия
- Сальваторе Писчичелли — Le occasioni di Rosa
- Карло Вердоне — Тальк

### Лучший дебют в режиссуре
- Лучано Мануцци — Fuori stagione
- Алессандро Бенвенути — Ad ovest di Paperino
- Энцо Де Каро — Ещё слишком рано

### Лучший сценарий
- Серджо Амидеи и Марко Феррери — Истории обыкновенного безумия
- Карло Вердоне и Энрико Олдоини — Тальк
- Бернардино Дзаппони — Душистый горох

### Лучший продюсер
- Антонио Авати и Джанни Минервини — Fuori stagione
- Джованни Де Фео, Gaumont e Opera — Маркиз дель Грилло
- Сильвио Клементелли и Анна Мария Клементелли — Душистый горох

### Лучшая женская роль
- Элеонора Джорджи — Тальк
- Орнелла Мути — Истории обыкновенного безумия
- Марина Сума — Le occasioni di Rosa

### Лучшая мужская роль
- Карло Вердоне — Тальк
- Альберто Сорди — Маркиз дель Грилло
- Беппе Грилло — В поисках Иисуса

### Лучшая женская роль второго плана
- Алида Валли — Падение мятежных ангелов
- Пьера Дельи Эспости — Золотые грёзы
- Валерия Д’Обичи — Душистый горох

### Лучшая новая актриса
- Марина Сума — Le occasioni di Rosa
- Атина Ченчи — Ad ovest di Paperino
- Иза Галлинелли — Тальк

### Лучшая мужская роль второго плана
- Анджело Инфанти — Тальк
- Паоло Стоппа — Маркиз дель Грилло
- Алессандро Абер — Душистый горох

### Лучшый новый актёр
- Беппе Грилло — В поисках Иисуса
- Алессандро Бенвенути — Ad ovest di Paperino
- Энцо Де Каро — Ещё слишком рано

### Лучшая операторская работа
- Тонино Делли Колли — Истории обыкновенного безумия
- Серджо Д’Оффици — Маркиз дель Грилло
- Данило Дезидери — Обнажённая женщина

### Лучшая музыка
- Лучо Далла и Фабио Либератори — Тальк
- Фьоренцо Карпи — В поисках Иисуса
- Карло Рустикелли — Лес любви

### Лучшая художественная постановка
- Лоренцо Баральди — Маркиз дель Грилло
- Андреа Кризанти — Тальк
- Данте Ферретти — Истории обыкновенного безумия
- Лоренцо Баральди — Обнажённая женщина

### Лучший костюм
- Джанна Джисси — Маркиз дель Грилло
- Люка Сабателли — Обнажённая женщина
- Энцо Булгарелли — Лес любви

### Лучший монтаж
- Руджеро Мастроянни — Истории обыкновенного безумия
- Франко Летти — Le occasioni di Rosa
- Роберто Перпиньяни — Золотые грёзы

### Лучший иностранный режиссёр
- Маргарете фон Тротта — Свинцовые времена
- Иштван Сабо — Мефисто
- Уоррен Битти — Красные

### Лучший сценарий иностранного фильма
- Гарольд Пинтер — Женщина французского лейтенанта
- Уоррен Битти и Тревор Гриффитс — Красные
- Маргарете фон Тротта — Свинцовые времена

### Лучший иностранный продюсер
- Уоррен Битти — Красные
- Дино Де Лаурентис — Регтайм
- SKOP Film Monaco — Свинцовые времена

### Лучшая иностранная актриса
- Дайан Китон — Красные
- Ютта Лямпе — Свинцовые времена
- Мерил Стрип — Женщина французского лейтенанта

### Лучший иностранный актёр
- Клаус Мария Брандауэр — Мефисто

### Лучший иностранный фильм
- Мефисто, режиссёр Иштван Сабо
- Свинцовые времена, режиссёр Маргарете фон Тротта
- Красные, режиссёр Уоррен Битти

### Давид Лукино Висконти
- Чезаре Дзаваттини

### David René Clair
- Маркус Имхоф — Лодка полна
- Яакко Паккасвирта — Pedon Merkki

### David Europeo
- Эрманно Ольми

### Золотая медаль министра культуры и туризма
- Ингрид Бергман
- Ренато Кастеллани
- Витторио Гассман
- Альберто Латтуада
- Джульетта Мазина
- Мартин Скорсезе
- Андрей Тарковский